# 里奇謝 (姆利尼夫區)
51°42′8″N 25°56′23″E / 51.70222°N 25.93972°E
里奇謝（烏克蘭語：Річище），是烏克蘭西北部的村莊，隸屬里夫內州的杜布諾區。該村面積7.6平方公里，海拔高度223米，2001年人口92，人口密度每平方公里12.1人。